# Креода Уэссекский
Креода (англ. Creoda; умер в VI веке) — возможный король Уэссекса, упоминаемый в некоторых англосаксонских королевских генеалогиях как сын Кердика и отец Кинрика. Причина отсутствия его имени в «Англосаксонской хронике» является предметом дискуссий между историками.

## Биография
Согласно «Англосаксонской хронике», первыми правителями англосаксонского королевства Уэссекс, первоначально называвшегося «Гевисс» (др.-англ. Gewisse), были саксы Кердик и его сын Кинрик, приплывшие в Британию в 495 году на 5 кораблях и высадившиеся в месте, которое позже было названо «Брод Кердика» (др.-англ. Cerdicesora) в современном английском графстве Гэмпшир. Однако в двух английских генеалогических списках (Коллекции англов и, возможно, производном от него «Генеалогическом списке правителей западных саксов») между Кердиком и Кирриком указывается ещё один правитель — Креода, названный сыном первого и отцом второго. Упоминается имя Креоды и в «Жизни короля Альфреда» Ассера при перечислении его предков по отцовской линии. Однако при упоминании предков матери Альфреда Киррик назван сыном Кердика, а имя Креоды отсутствует.
Существует несколько гипотез по поводу отсутствия имени Креоды в некоторых первоисточниках. По одной его имя присутствовало в ранних первоисточниках, но было по политическим мотивам удалено из поздних. Д. П. Кирби предложил другое объяснение: по его мнению, Креода был современником Кердика и Кинрика, правившим саксами в долине Темзы, в то время как они сами правили в Гэмпшире. По мнению исследователя, тот мог быть предком некоторых более поздних королей Уэссекса — Кевлина, Кэдваллы и Ине, но когда происхождение от Кердика стало обязательным для правителей Уэссекса, его задним числом приписали к основанной тем династии. Ещё одно предположение высказывал У. Стивенсон, который полагал, что источники путали Креоду и Кердика; по мнению исследователя, некоторые из более поздних действий первого короля Уэссекса были приписаны ему ошибочно, а на самом деле их совершали Креода и Кинрик.